# Login (informatique)
Pour un article plus général, voir Authentification.
Ne doit pas être confondu avec Écran d'accueil ou Page d'accueil.
« Logout » redirige ici. Pour les autres significations, voir Logout (homonymie).

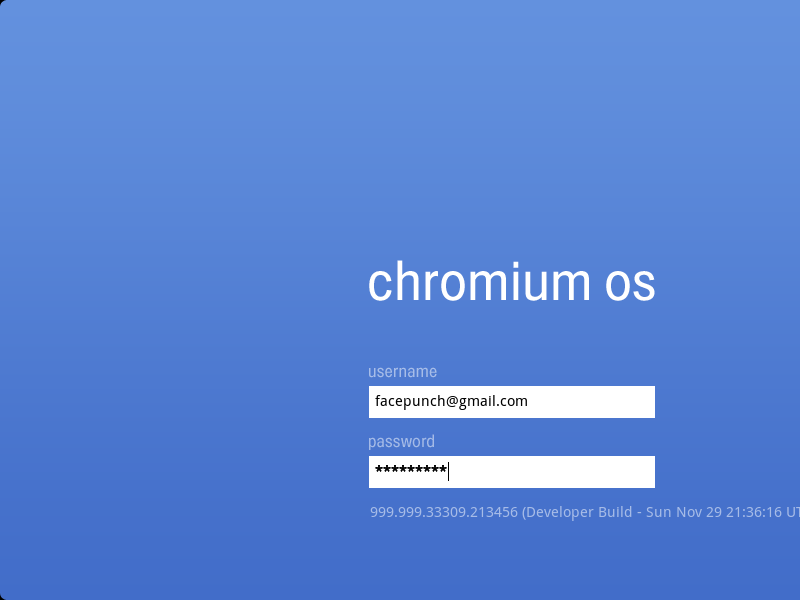
Écran de login de Chromium OS Cherry, où les zones de saisie « nom d'utilisateur » (username) et « mot de passe » (password) figurent simultanément.

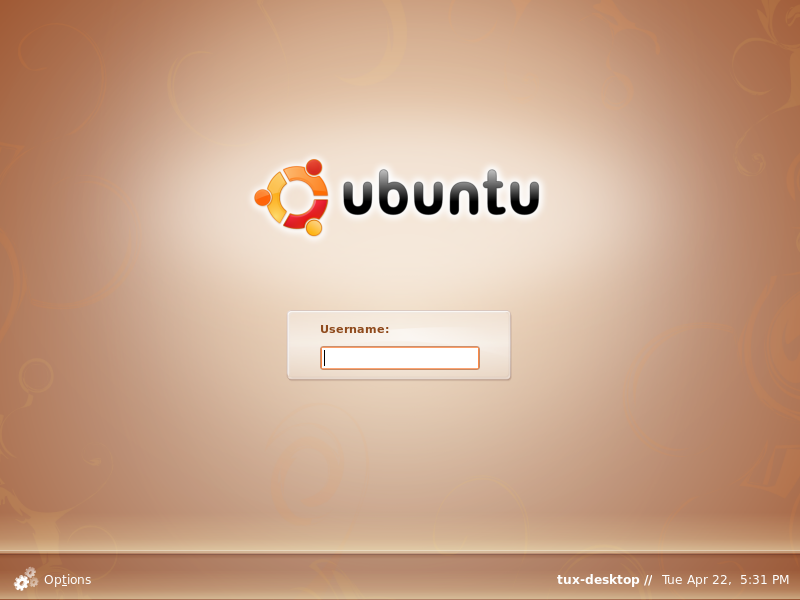
Écran de pré-login d'Ubuntu 8.04, où s'affiche d'abord le champ du nom d'utilisateur puis celui du mot de passe.

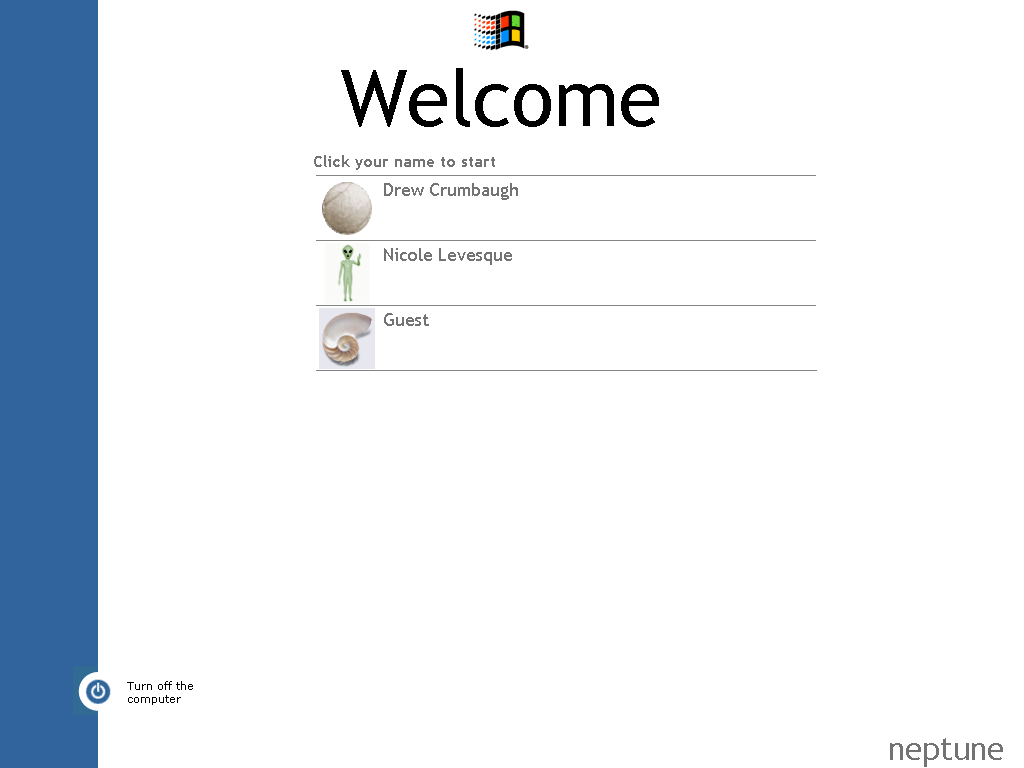
Écran de pré-login de Windows Neptune, affichant une liste des comptes disponibles sur l'ordinateur.

En informatique, le login ou l'enregistrement de l'utilisateur est une procédure que doit exécuter un utilisateur pour accéder à un ordinateur ou à un système informatique,. Une procédure d'enregistrement de l'utilisateur est habituellement utilisée pour permettre à un opérateur autorisé d'accéder à un environnement informatisé. L'accès à cet environnement est donc restreint à des personnes spécifiques. Dans ce cas, la procédure de login demande un identifiant ainsi qu'une authentification pour vérifier l'identité de la personne qui se connecte à l'environnement.
Les mots anglais logon, sign in et sign on sont aussi utilisés pour désigner cette procédure. Les termes login ou login ID désignent le nom d'utilisateur et password le mot de passe. Ils permettent à une personne de se connecter à un environnement sécurisé.
L'anglicisme logout est la procédure inverse du login, c'est-à-dire l'enregistrement de la sortie de l'utilisateur auprès d'un système sécurisé qui consiste à se déconnecter de ce système.

## Origine du mot
Le nom anglais login est apparu dans le langage informatique en 1983 de la contraction des deux éléments du verbe log in.
Le verbe to log in est apparu dans le langage informatique en 1963 de la combinaison du verbe log (entrer dans un registre) et de l'adverbe in (dans). Le verbe to log in fait référence au fait que les systèmes informatiques ont tendance à tenir un registre, appelé un journal, de l'accès des utilisateurs au système ; par conséquent, se connecter à un système déclenche une entrée dans le journal du système, donc fait un log in dans le journal.
Les termes login et log in ont commencé à être utilisés couramment par les utilisateurs d'ordinateurs avec l'avènement des babillards électroniques (en anglais, bulletin board system ou BBS) dans les années 1970.
Le terme sign in a d’abord été utilisé pour désigner l'action de signer un registre pour s'identifier, par exemple avant de prendre possession de sa chambre dans un hôtel.

## Méthodes d'authentification
Plusieurs méthodes peuvent être utilisées pour permettre à un utilisateur de s'authentifier. La méthode la plus commune est l'utilisation d'un mot de passe. Cette méthode est malheureusement peu sûre parce que les mots de passe peuvent être perdus ou volés.
Voici quelques autres méthodes d'identification :
- utilisation d'informations biométriques (empreintes digitales, image de l'iris, reconnaissance automatique de la parole);
- envoi d'un code sur un autre appareil (par exemple un téléphone) que l'utilisateur utilise pour avoir accès à l'environnement sécurisé ;
- un mot de passe traditionnel plus code généré par un appareil et dont la validité ne dépasse pas quelques minutes ; l'utilisateur doit connaître le mot de passe traditionnel et avoir l'appareil générateur de code pour avoir accès à l'environnement sécurisé.

## Fonctionnement
Lorsqu'un utilisateur autorisé se connecte à un système informatique par une procédure de login, le système le reconnaît et peut enregistrer dans un journal des détails sur les informations consultées, modifiées ou supprimées par l'utilisateur.
Le logout est un message de l'utilisateur au système indiquant que l'utilisateur a terminé sa session d'interactions avec le système. Un logout peut être effectué explicitement par l'utilisateur, par exemple en saisissant une commande de déconnexion ou en cliquant sur un lien ou une icône de déconnexion. Le logout peut également être effectué implicitement par l'utilisateur ; cela se produit lorsque l'utilisateur ne fait aucune activité durant une période de temps ; le système considère alors que l'utilisateur a terminé ses interactions avec le système, mais a oublié de terminer explicitement la session. Le système termine alors la session.
Dans le cas des sites web qui utilisent des cookies pour gérer des sessions, lorsque l'utilisateur se déconnecte, le site web envoie une commande au navigateur de l'utilisateur pour supprimer les cookies spécifiques à la session terminée. De plus, le site web invalide toutes ses associations avec la session, ce qui rend impossible toute continuation frauduleuse de la session par une personne ou un logiciel malveillant. Cette fonction est très pratique lorsque l'utilisateur utilise un ordinateur public ou un ordinateur qui utilise une connexion sans fil publique.
Par mesure de sécurité, il ne faut pas se fier aux logouts implicites, surtout pas sur un ordinateur public. Il faut plutôt se déconnecter explicitement d'un système et attendre la confirmation que cette demande s'est déroulée normalement. Cela assure que le système a mis fin à la session et qu'une personne ou un logiciel malveillant ne pourront pas usurper notre identité et continuer la session.
Il est prudent de faire un logout explicite d'un ordinateur lorsqu'on s'en éloigne, empêchant ainsi des utilisateurs non autorisés d'y accéder. Certaines personnes configurent aussi leurs ordinateurs pour qu'un logout implicite s'active lorsque l'ordinateur a été inactif durant une certaine période pour réduire les risques d'usurpation d'identité lorsque l'utilisateur a oublié de faire un logout explicite.

## Source de la traduction
- (en) Cet article est partiellement ou en totalité issu de l’article de Wikipédia en anglais intitulé « Login » (voir la liste des auteurs).